# Robert Bilott
Robert Bilott (nascido em 2 de agosto de 1965) é um advogado ambiental americano de Cincinnati, Ohio. Bilott é conhecido pelos processos contra a DuPont em nome dos queixosos feridos por lixo despejado em comunidades rurais na Virgínia Ocidental. Bilott passou mais de vinte anos a trabalhar contra o despejo perigoso dos produtos químicos ácido perfluorooctanóico (PFOA) e ácido perfluorooctanossulfônico (PFOS).

## Prémios e reconhecimento
- 2005 – Advogado Judicial do Ano. Apresentado pela The Trial Lawyers For Public Justice Foundation.[2]
- 2006 – Super-advogado estrela em ascensão. Selecionado pela Cincinnati Magazine.[2]
- 2008 – 100 melhores advogados de julgamento de Ohio. Nomeado pela American Trial Lawyers Association.[2]
- 2016 – Ingressou no conselho da Next Generation Choices Foundation (também conhecida como Menos Cancro) "para apoiar a sua missão de defender a educação e as políticas que ajudarão a prevenir o cancro".[3]
- 2017 – Presente Honorário da Ação Coletiva. Apresentado pela Kentucky Super Lawyers.[4]
- 2017 – Prémio Right Livelihood. Apresentado por The Right Livelihood Foundation (1 de dezembro de 2017).[5][6]
- 2019 – Advogado do Ano em Contencioso – Ambiental. Nomeado pela Best Lawyers.[7]
- 2020 – Direito Ambiental de Interesse Público David Brower Lifetime Achievement Award.[8]
- 2020 – Prémio de Advogado Ilustre da Associação de Advogados de Kentucky.[9]
- 2020 – Prémio Big Fish. Apresentado pelo Riverkeeper Fishermen's Ball.[10]
- 2020 – Prémio Segurança do Consumidor. Apresentado pela Associação de Justiça de Kentucky.[11]
- 2022 – Advogado do Ano em Direito Ambiental – Cincinnati. Nomeado pela Best Lawyers.[12]
- 2023 – Advogado do Ano em Contencioso – Ambiental – Cincinnati. Nomeado pela Best Lawyers.[13]

## Vida pessoal
Em 1996, Bilott casou-se com Sarah Barlage. Eles têm três filhos, Teddy, Charlie e Tony.